# Bulqiza
Bulqiza este un oraș din Albania.